# Lactarius blennius var. viridis
Lactaire muqueux vert
Variété
Lactarius blennius var. viridis, le Lactaire muqueux vert, est un champignon de la famille des Russulaceae.

## Répartition
Ce lactaire pousse en Afrique du Nord et en Europe.  

## Description morphologique
Chapeau au début bombé puis déprimé, visqueux, couleurs vert à glauque. Les lames sont très serrées et blanches, lait séchant en vert grisâtre. Spores de couleur crème.

## Hyménium
L'hyménium est constitué de basides produisant des spores en grand nombre.

## Répartition et habitat
On trouve ce champignon en Europe dans des espaces tels que les forêts et exclusivement sous les hêtres commun, il établit une symbiose avec les tilleuls.

## Comestibilité

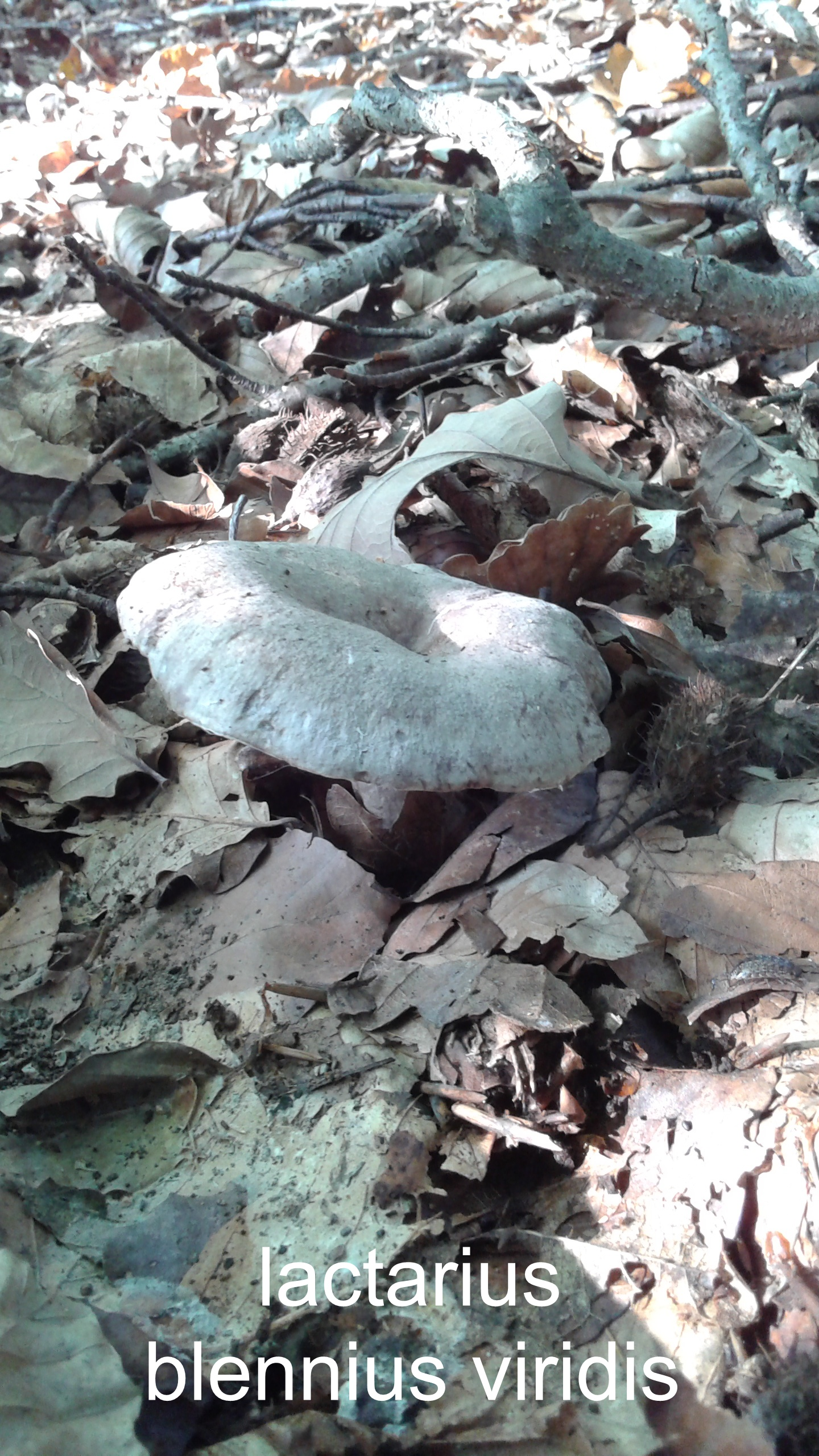
Lactarius blennius var. viridis (Nord-Pas-de-Calais) 2015

Non comestible. 